# Alfred Glatter
Alfred Glatter (* 1889 in Ragewitz bei Riesa; † 1923 in Bautzen) war ein deutscher Bildhauer und Grafiker.

## Leben und Werk
Glatter studierte, unterbrochen durch die Teilnahme am Ersten Weltkrieg, von 1913 bis 1922 an der Akademie für Bildende Künste Dresden bei Georg Wrba, ab 1919 als dessen Meisterschüler. Danach arbeitete er freischaffend in Dresden und Bautzen. Er beteiligte sich schon früh mehrfach mit Erfolg an Wettbewerben für öffentliche Aufträge. So erhielt er 1913 mit Heinrich Brenner den 1. Preis im Wettbewerb für ein Denkmal in Zwickau und 1918 bei dem Wettbewerb für eine Plakette, die der Sächsische Kunstverein an Kunstförderer verleihen wollte, unter 59 Wettbewerbern einen der beiden 1. Preise.
Glatter war Mitglied des Dresdner Vereins Bildender Künstler „Secession“ und 1920 Mitbegründer der expressionistisch orientierten Dresdner Künstlervereinigung „Die Schaffenden“. Hervorgegangen aus der Schule Wrbas entwickelte er „unter dem Einfluss Lehmbrucks und der Frühgotik einen Stil von eigenartig-herber Empfindsamkeit.“ Als Plastiker schuf Glatter neben Skulpturen vor allem Plaketten und Medaillen, von denen sich einige in der Dresdner Skulpturensammlung und im Kunstgewerbemuseum Dresden befinden.
In einem Bericht zur Ausstellung der Gruppe „Die Schaffenden“ hieß es 1921, dass unter den Ausstellenden der Bildhauer und Radierer Alfred Glatter und der Maler Erich Fraaß auffallen. „Sie gehören durchaus zu den reifsten und talentiertesten der Ausstellenden.“
1937 wurden in der Nazi-Aktion „Entartete Kunst“, offenbar wegen ihres expressionistischen Stils, nachweislich zwölf Radierungen Glatters aus dem Stadtmuseum Bautzen beschlagnahmt und vernichtet.
Glatter verstarb an Schwindsucht.

## Werke

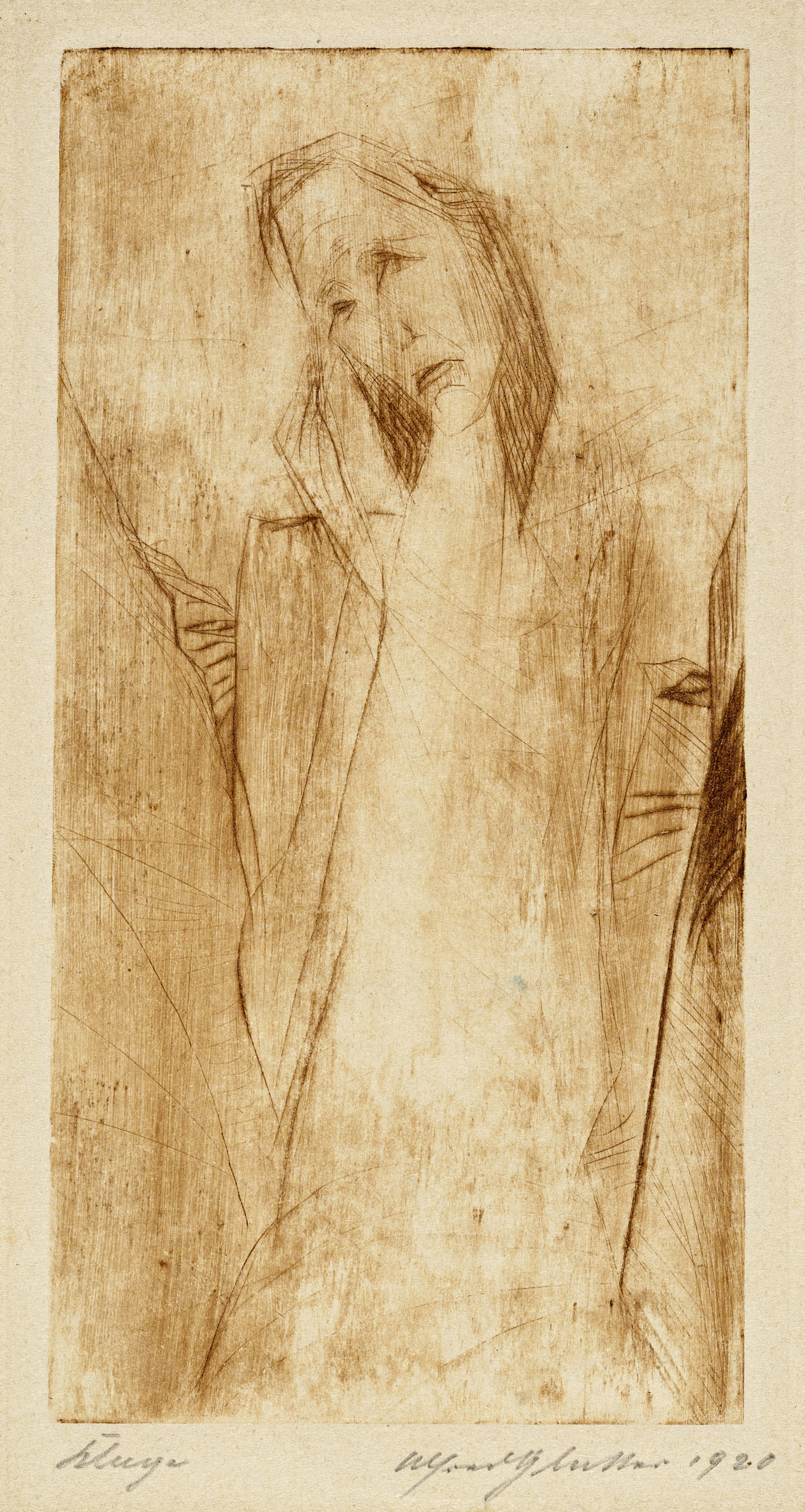
Alfred Glatter: Klage, 1920

### 1937 als „entartet“ beschlagnahmte und vernichtete Radierungen
- Blick ins Unendliche
- Resignation
- Schicksal
- Erinnerungen
- Verzückung
- Märtyrer
- Klage
- Prophet
- Blick ins Unendliche
- Betender
- Jahreswende
- Ein Blatt ohne Titel

### Weitere Werke (Auswahl)

#### Plastiken (Auswahl)
- Madonna (Halbfigurengruppe; Porphyr; Stadtmuseum Bautzen)[7]
- Knieende Mutter (Zweifigurengruppe, Gips, getönt; Stadtmuseum Bautzen)[8]
- Asket (Eichenholz, gebeizt, 62 cm, 1919; Stadtmuseum Bautzen)
- Denkmal für die Gefallenen des Ersten Weltkrieges (Rochlitzer Porphyr, Nossen, am Schloss)[9]
- Figurengruppe für die Aula der Akademie der Künste (Porphyr, 1921)

#### Druckgrafik (Auswahl)
- Heilige Stunde (Radierung)[10]

## Ausstellungen
- 1916: Dresden, Galerie Ernst Arnold („Zweite Ausstellung Dresdner Künstler die im Heeresdienst stehen“)
- 1919: Dresden, Galerie Emil Richter (Ausstellung von sechs jungen Dresdner Malern und Bildhauer)
- 1919: Dresden (Ausstellung der „Secession“)
- 1920: Bautzen (Jahresausstellung der Freien Künstlervereinigung Bautzen)
- 1920: Dresden, Galerie Ernst Arnold („Graphische Ausstellung“)
- 1920: Dresden (Sommerausstellung der Künstlervereinigung Dresden)
- 1921: Dresden (Zweite Ausstellung der Künstlervereinigung „Die Schaffenden“)
- 1924: Bautzen, Stadtmuseum (Gedächtnisausstellung)